# محمدآباد انوری
محمدآباد انوری روستایی در دهستان ملک‌آباد، بخش مرکزی شهرستان سیرجان در استان کرمان است.